# الوین جیمز
الوین جیمز (انگلیسی: Alvin James؛ زادهٔ) بازیکن فوتبال اهل ایالات متحده آمریکا است.